# Prazdroj

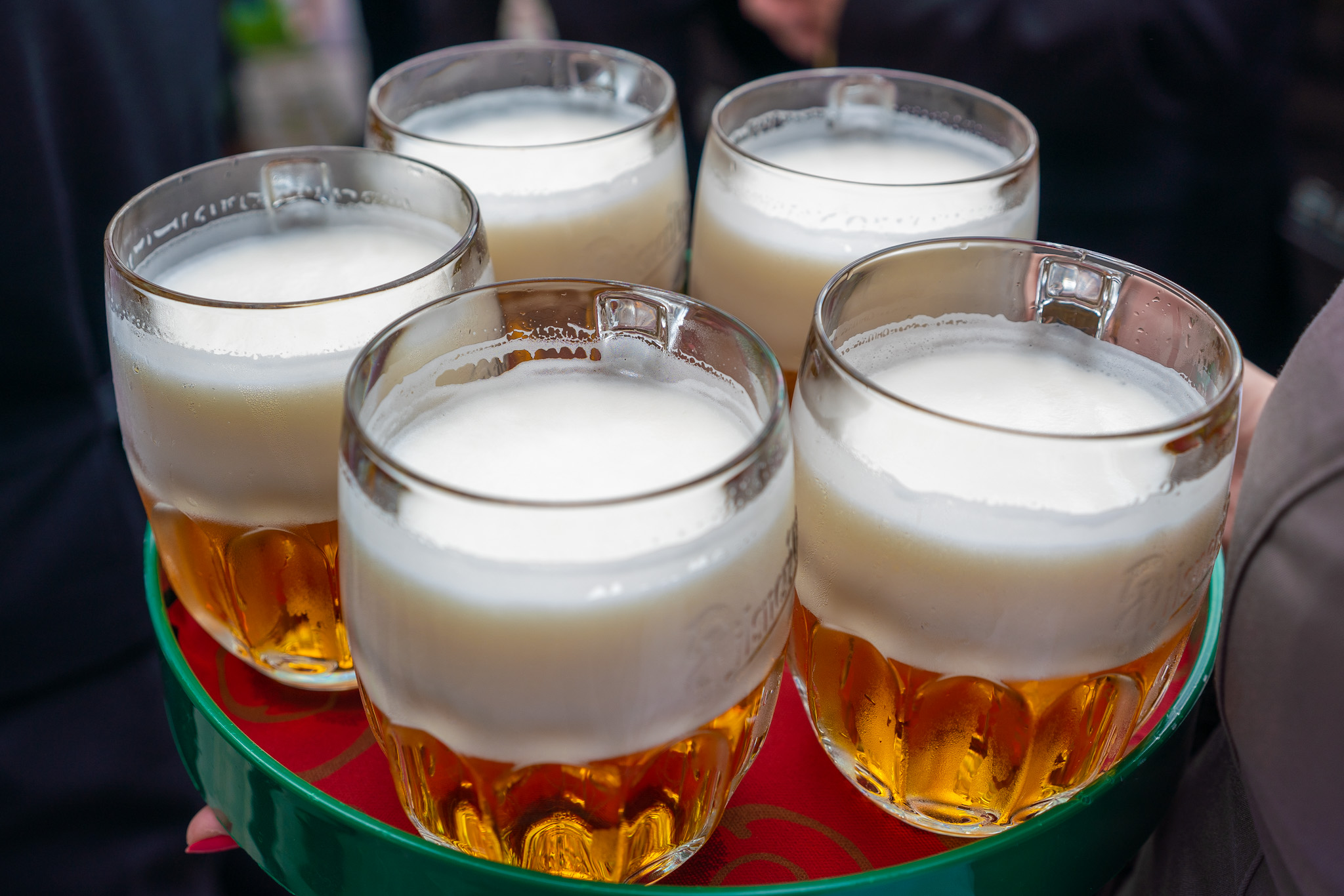
Půllitry s načepovanou plzní

Prazdroj je české označení piva v současné době vyráběného pod obchodním názvem Pilsner Urquell v pivovaru Plzeňský Prazdroj, a. s. Jde nejen o typický, ale i historický vzor piv plzeňského typu. Vůbec poprvé na celém světě byl tento druh piva uvařen 5. října 1842 v plzeňském pivovaru německým sládkem Josefem Grollem. Od roku 2017 patří český Plzeňský Prazdroj pod japonskou mateřskou společnost Asahi Breweries.
Pilsner Urquell byl vůbec první světlý ležák – pivo plzeňského typu (Pilsner), čímž byl inspirací pro více než dvě třetiny dnes vyráběného piva na světě.

## Technologie
Prazdroj (4,4 % Vol.) je světlý ležák vyráběný spodním kvašením. Naprostá většina produkce nyní kvasí v nerezových cylindrokonických tancích, které Pivovar Prazdroj instaloval v roce 1993. Byly zavedeny po pětiletých zkouškách a ověřování, kdy pokusné šarže dosahovaly objemů až 2000 hl piva. Vedle toho probíhá tzv. srovnávací výroba tradiční původní technologií s kvašením v dubových kádích a zráním v ležáckých sudech, využívaná pro zajištění neměnnosti jedinečné chuti a kvality. Tradiční technologické parametry kvašení i dokvašování (zrání) piva tím nebyly nijak dotčeny[zdroj?], jak lze snadno dokázat porovnáním údajů o době kvašení a zrání piva z uvařené první várky v roce 1842 a současných technologických parametrů. Pivo Pilsner Urquell bylo a je charakteristické nižším obsahem alkoholu, tj. „jen“ 4,4 % obj., což vyplývá z nižšího prokvašení piva.
Extrakt původní mladiny (stupňovitost) se mění, zatímco v roce 1972 byl 12,08 % hmotnosti, v roce 2011 byl u vzorku v průzkumu MF DNES stanoven 11,69 %. Sdružení Za poctivé české pivo se tehdy s tímto pivovarem z tohoto důvodu soudilo, spor skončil dohodou a pivovar již své pivo neoznačoval jako 12°, ale jen jako ležák. Podle vrchního sládka se pivo vaří již přes sto let podle původní receptury a pokud se liší hodnoty v řádech desetin, tak není důvod nic měnit. Podle údaje z roku 1897 se například mluví o tom, že extrakt původní mladiny Plzeňského Prazdroje byl 11,84 % hmotnosti. Podle finského webu alko.fi má nyní pivo stupňovitost 11,8°.

## Historie

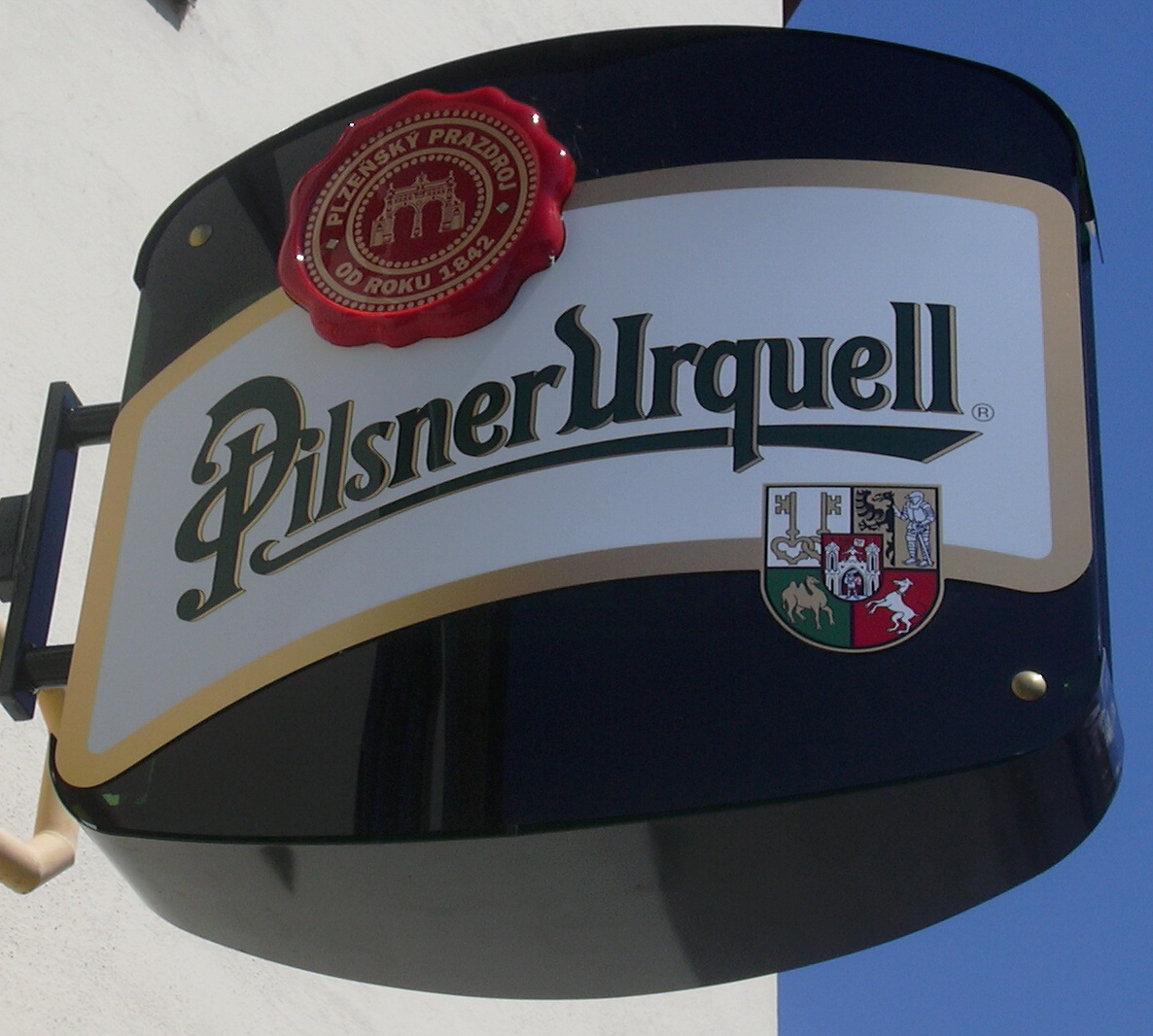
Logo pivovaru na hospodské vývěsce

Původ receptury Prazdroje je svázán se vznikem plzeňského měšťanského pivovaru. Při první várce 5. října 1842 se sládkovi Josefu Grollovi povedlo vytvořit pivo vskutku unikátní barvy a chuti. Dlužno říci, že se mu to podařilo omylem, neboť byl původně přizván na vaření piva klasického bavorského typu. Místní měkká voda, kvalitní žatecký chmel a nová anglická metoda zpracování sladu však způsobily, že čerstvá várka po svém naražení 11. listopadu překvapila nebývalou kvalitou.
Nové pivo si rychle získalo věhlas a začalo se i vyvážet. S tím samozřejmě přišly i různé plagiáty, proti kterým plzeňský pivovar bojoval registrací různých ochranných známek, z nichž ta současná vznikla teprve na sklonku 19. století. Registrována byla v roce 1898, a to dvojjazyčně, česky jako „Plzeňský Prazdroj“ a německy jako „Pilsner Urquell“.
Po privatizaci se začalo důsledně užívat německé varianty Pilsner Urquell. Národ však tento název nepřijal, a tak se nejčastěji slyší označení Plzeň.
Pilsner Urquell se aktuálně vaří jenom v plzeňském pivovaru. V polských Tychách se vařil v letech 2002—2011 a také se vařil v letech 2004–2017 v ruské Kaluze.